# Hauptstrasse 107
Die Hauptstrasse 107 ist eine Schweizer Hauptstrasse im Kanton Genf. Sie verbindet die Hauptstrasse 101 und die Hauptstrasse 109 von Vernier aus mit der Zufahrt zum Flughafen Genf in Meyrin.
Die zwei Abschnitte der rund 3 Kilometer langen Route werden im Kantonsstrassennetz des Kantons Genf als Route cantonale 32 und Route cantonale 33 bezeichnet.

## Verlauf
Die Strasse beginnt im Quartier Poussy-Champ-Claude der Gemeinde Vernier als Abzweigung von der Route de Vernier (Hauptstrasse 109). Sie hat im ersten Abschnitt den Namen Route de Pré-Bois und unterquert kurz nacheinander die Brücken von Industriegleisen, der Bahnstrecke Lyon–Genf und der Route de Meyrin (Hauptstrasse 101); über diese Hauptstrasse ist sie mit dem nahen Autobahnanschluss zur A1 verbunden. Die Strecke von Vernier aus wurde erst seit den 1980er Jahren im Zusammenhang mit der Erweiterung des Flughafens und mit dem Bau der Umfahrungsautobahn von Genf neu angelegt.
Auf dem Gebiet der Gemeinde Meyrin zweigt die Hauptstrasse 107 als Route de l’Aéroport zum Parkplatz vor dem Eingang des Terminals 2, dem ursprünglichen Empfangsgebäude des Flughafens, ab, während die Route de Pré-Bois neben dem Flughafengelände weiter in nordöstlicher Richtung bis zum modernen Terminal 1 und zur Wendebrücke Pont de Mavigny verläuft. Bei der Urbanisierung der Landschaft von Cointrin durch den Bau von Verkehrsanlagen und Siedlungen seit der Mitte des 20. Jahrhunderts verschwand der Bach Nant d’Avanchet, der die Zone entwässert, bis auf einen kurzen letzten Abschnitt an der Mündung in die Rhone unter dem Boden. Früher überquerte die Strasse nach Cointrin den Bach auf einer kleinen Brücke.
Vom Flughafen aus hat die Hauptstrasse 107 mit der Hauptstrasse 104 einen gemeinsamen Verlauf. Die Strecke ist der Rest einer alten Landstrasse, die früher von Genf nach Mategnin und über die Landesgrenze nach Frankreich führte und die mit dem Bau des Flughafens unterbrochen wurde. Heute verläuft sie genau von der Mittelachse des alten Flughafengebäudes aus gegen Südosten in Richtung des Stadtzentrums von Genf. Ihr Strassenname Avenue Louis-Casaï erinnert an den Genfer Staatsrat Louis Casaï, der beim Bau des Flughafens in den 1940er Jahren eine entscheidende Rolle spielte. Die Hauptstrasse überquert die Bahnstrecke vom Stadtbahnhof Cornavin zum Flughafenbahnhof und danach die Autobahn, passiert grosse Hotels, die nahe am Flughafen entstanden, und führt durch Wohn- und Gewerbequartiere in den Stadtteil Balexert-Crozet, wo die Hauptstrasse 104 gegen Süden abzweigt. Die Hauptstrasse 107 verläuft danach auf dem letzten Abschnitt der Avenue Louis-Casaï bis in das Gebiet Le Couchet und mündet am Stadtrand von Genf in die Hauptstrasse 101.
Auf der Avenue Louis-Casaï verkehrt die Tramlinie 10 der Transports publics genevois.

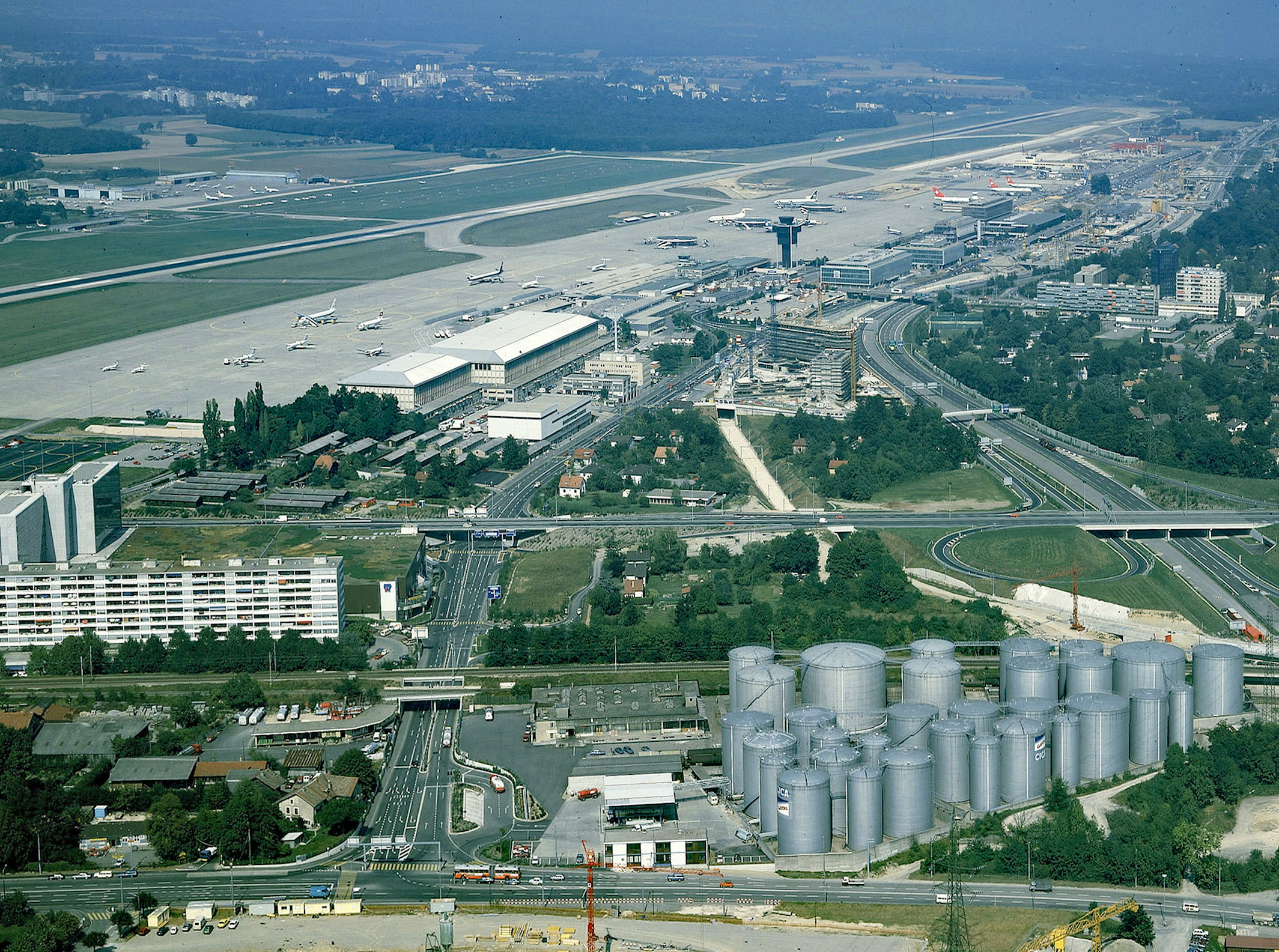
Rue des Bois von Vernier zum Flughafen
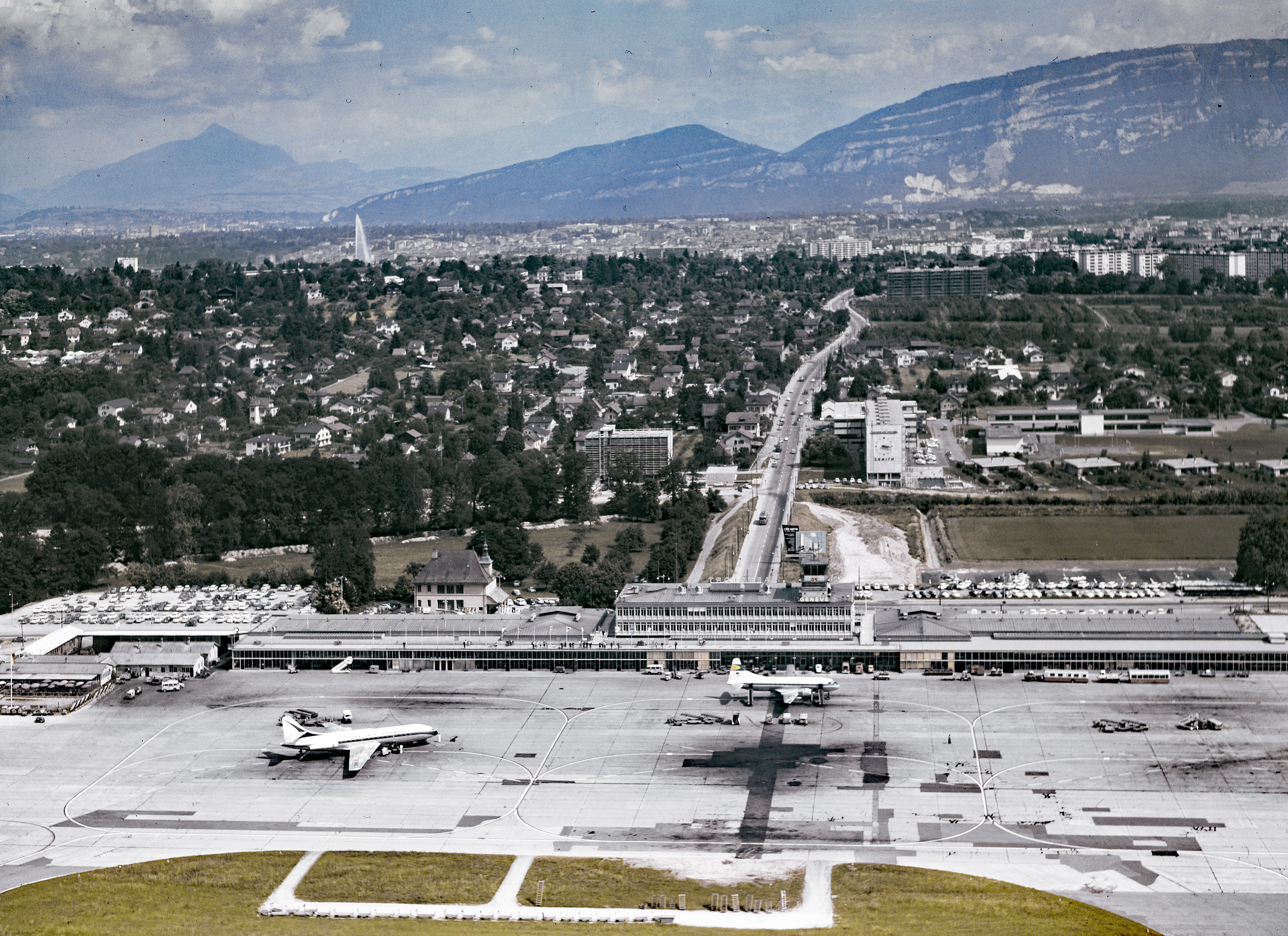
Flughafen Genf und Avenue Louis Casaï